# Braco-da-transilvânia
Braco-da-transilvânia[Nota] (em húngaro:  Erdélyi kopó) é uma raça canina originária da Hungria. Apesar da região da Transilvânia pertencer à Romênia, este canino tem sua origem na nação húngara, local onde desenvolveu-se. Este braco é considerado um excelente caçador, resistente e de latido forte. Fisicamente possui duas variantes, a grande e a pequena, cujas diferenças não residem apenas no tamanho, mas também na pelagem. Suas funções ainda variam: enquanto o grande é usado para caçar javalis, cervos e linces; o pequeno é utilizada para perseguir raposas e lebres.